# Leucocoryne alliacea
Leucocoryne alliacea är en amaryllisväxtart som beskrevs av John Lindley. Leucocoryne alliacea ingår i släktet Leucocoryne och familjen amaryllisväxter. Inga underarter finns listade i Catalogue of Life.